# Palais Galatti
Le palais Galatti (en italien : Palazzo Galatti), communément appelé palais de la Province, est un édifice public situé à Trieste, en Italie.

## Situation
Le palais s'élève sur le côté nord de la place de Vittorio Veneto, dans le centre de la ville. Il comporte un rez-de-chaussée surmonté de deux étages et ses façades sont peintes en jaune.

## Histoire
Le bâtiment est construit de 1895 et 1897. Jusqu'au 30 septembre 2017, date de la suppression de l'institution, il abrite le siège opérationnel le plus important de la province de Trieste. À la suite de la mise en œuvre de la loi régionale 26/2014 portant réorganisation de la région et établissant un système d'autonomie locale, le bâtiment est transféré à la région autonome du Frioul-Vénétie Julienne et abrite depuis 2020 les bureaux de la présidence et d'autres services administratifs de l'organisme de décentralisation régionale de Trieste.